# 梅塔利斯特 (盧甘斯克區)
梅塔利斯特（羅馬化：Metalist，直译：“礦工”）是位於乌克兰東部盧甘斯克州盧甘斯克區的村庄。由卢汉斯克市镇管轄，2001年人口為2197人。

## 歷史
村莊成立于1932年。

### 梅塔利斯特俄羅斯記者襲擊事件
2014年6月17日，俄罗斯国家电视台的摄制组在梅塔利斯特附近的一个親俄武裝設立的检查站（親俄武裝稱邊境檢查站）遭到迫击炮射击。音响工程师安东·沃洛辛当场死亡，特约记者伊戈尔·科尔涅柳克则受重伤，随后在医院不治身亡。摄影师维克托·杰尼索夫在袭击中則逃過一劫，没有受伤。
2014年6月18日，乌克兰女飞行员納迪婭·薩夫琴科在梅塔利斯特附近被當地親俄武裝抓获，该武裝團效忠俄羅斯傀儡卢甘斯克人民共和国。萨夫琴科其後被非法移交到俄罗斯，她被俄羅斯當局指控在上述事件中殺害兩名記者2014年7月2日，据烏克蘭媒體报道，烏克蘭武裝部隊與頓巴斯親俄武裝在梅塔利斯特附近发生激烈的武裝战斗。